# Pouillon (Landes)
Pouillon é uma comuna francesa na região administrativa da Nova Aquitânia, no departamento Landes. Estende-se por uma área de 49,92 km². Em 2010 a comuna tinha 3 162 habitantes (densidade: 63,3 hab./km²).